# Catasticta amastris
Catasticta amastris är en fjärilsart som först beskrevs av William Chapman Hewitson 1874.  Catasticta amastris ingår i släktet Catasticta och familjen vitfjärilar. Inga underarter finns listade i Catalogue of Life.